# Sonda Oriental

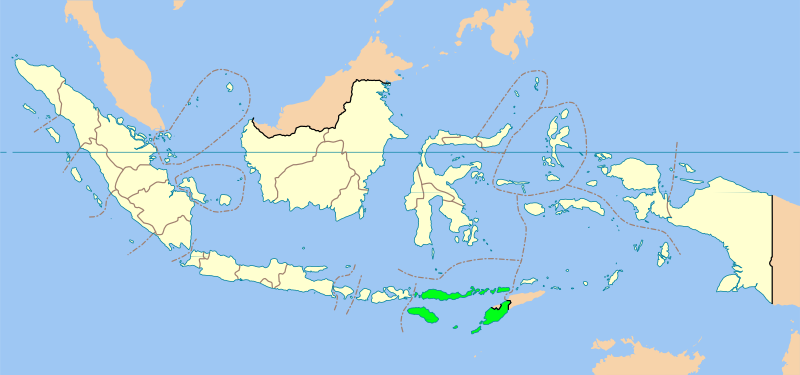
Mapa da Indonésia com a localização de Sonda Oriental.

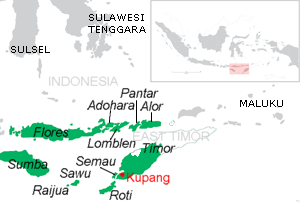
Mapa das ilhas da Sonda Oriental (em verde)

Sonda Oriental, Sunda Oriental ou Pequenas Ilhas de Sonda Orientais (Nusa Tenggara Timur, em indonésio) é uma província da Indonésia localizada na porção oriental das Pequenas Ilhas de Sonda. Sua capital é Kupang, no Timor Ocidental.
A província compreende cerca de 550 ilhas, das quais três se destacam: Flores, Sumba e a parte ocidental de Timor (a parte oriental da ilha de Timor pertence ao Estado independente de Timor-Leste). São ilhas menores pertencentes à província: Adonara, Alor, Ende, Komodo, Lembata, Menipo, Rincah, Rote, Savu, Semau e Solor.
A área total é de 47.876 km² e sua população estimada era de 5.456.200 habitantes em 2019.